# Hericium clathroides

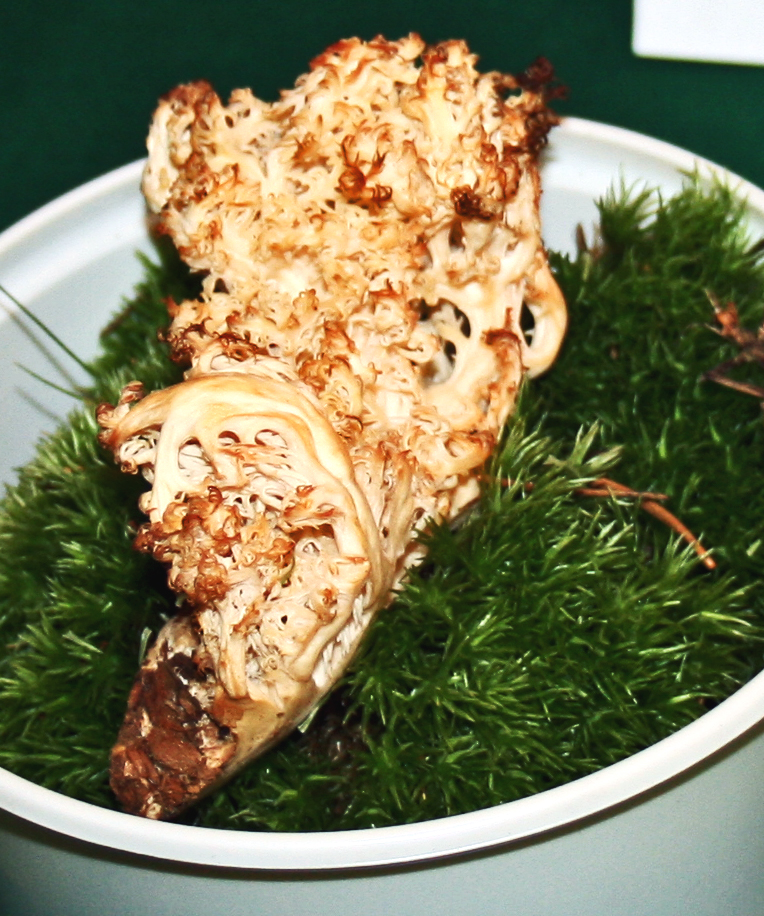

Hericium clathroides (Pall.) Pers. – gatunek grzybów należący do rodziny soplówkowatych (Hericiaceae), w niektórych opracowanaich traktowany jako tożsamy z soplówką bukową (Hericium coralloides). W zależności od ujęcia, polskie nazwy tego gatunku brzmią: soplówka jodłowa, s. gałęzista lub s. bukowa, a wcześniej używano nazwy kolczak koralowy.

## Charakterystyka
Gatunek ten był przez niektórych autorów odróżniany od H. coralloides na podstawie substratu – drewna buków (rzadziej innych drew liściastych). Inną cechą mającą rozróżniać te dwa gatunki jest tworzenie przez H. coralloides kolców hymenoforu w pęczkach. Młode owocniki są jadalne, lecz w Polsce wszystkie soplówki są objęte ścisłą ochroną (na mocy Rozporządzenia Ministra Środowiska z dnia 9 lipca 2004) i ich zbór z dzikich stanowisk jest zakazany.

## Taksonomia
Gatunek ten opisał (jako Hydnum clathroides) Peter von Pallas w drugiej części „Reise durch verschiedene Provinzen des rußischen Reichs” opublikowanej w 1773roku. Do rodzaju Hericium został przeniesiony przez Christiaana Persoona w 1797 r. Pracą zatwierdzającą dla tego taksonu jest pierwszy tom Systema mycologicum Eliasa Friesa z 1821 r. Został tam zaliczony do ówczesnego plemienia Merisma w rodzaju Hydnum.
W 1959 r. Rudolph Maas Geesteranus wykazał błędne zastosowanie i zatwierdzenie epitetu przez Eliasa Friesa i zaproponował zmianę ujęcia gatunku H. clathroides. Do tej pory tradycyjnie nazywano tak okazy znajdowane na drewnie jodeł (Abies), jednak Maas Geesteranus przypisał tę nazwę do gatunku owocnikującego na buku (Fagus). Dla gatunku rozwijającego się w jedlinie zaproponował natomiast ujęcie Scopoliego pod nazwą H. coralloides. Część późniejszych mykologów (m.in. Stanisław Domański, Marchand i Jahn) zaakceptowało nowe definicje tych gatunków. Nils Hallenberg w opublikowanej w 1983 analizie występujących w Europie soplówek po badaniach krzyżowania kultur grzybów z jodeł i buków podał w wątpliwość odrębność tych dwóch taksonów i pod wspólną nazwą H. coralloides zaproponował neotyp.
Kodeks Index Fungorum traktuje ten takson jako odrębny, zweryfikowany gatunek i podaje następujące synonimy:

- Dryodon clathroides (Pall.) P. Karst. 1882
- Hydnum clathroides Pall. 1773
- Hydnum coralloides var. clathroides (Pall.) Pers. 1801
- Merisma clathroides (Pall.) Spreng. 1827